# Acacia rohriana
Acacia rohriana é uma espécie de leguminosa do gênero Acacia, pertencente à família Fabaceae.